# Walter Schlüter (Rennfahrer)
Walter Schlüter (* 24. November 1911; † 1977) war ein deutscher Rallyefahrer. 1954 wurde er Rallye-Europameister.

## Karriere
Schlüter war 1953 Beifahrer des Rallye-Europameisters Helmut Polensky. Ein Jahr später wurde er selbst Rallye-Europameister mit einem DKW Sonderklasse.
DKW hatte im Herbst 1953 eine Sportabteilung gegründet. Im Folgejahr konnten mit Walter Schlüter, Gustav Menz und Heinz Meier die ersten drei Plätze in der Gesamtwertung der Rallye-Europameisterschaft belegt werden.
Für seine sportlichen Leistungen wurde er am 31. Januar 1954 mit dem Silbernen Lorbeerblatt ausgezeichnet.